# 裴仲穆
裴仲穆（?—?），河东郡闻喜县（今山西省运城市闻喜县）人，南燕、刘宋、南齐官员。

## 生平
裴仲穆原任南燕西河王文学。太上六年（410年），刘裕平定南燕后，征召裴仲穆出任司徒府长史，裴仲穆跟随刘裕渡过淮河，寄居在寿春县。昇明元年（477年），当时朝廷疑忌荆州刺史沈攸之，等到沈攸之起兵后围攻郢城，豫州刺史刘怀珍派遣就派建宁郡太守张谟与游击将军裴仲穆率领蛮族军队和汉族军队一万人从西阳出兵，击败刘攸之的前锋公孙方平的数千人，收缴了他们的武器铠甲。裴仲穆后来在南齐官至骁骑将军。

## 家庭

### 父亲
- 裴寿孙，刘宋前军长史、庐江郡太守

### 子女
- 裴髦，南梁中散大夫
- 裴邃，南梁侍中、左卫将军、豫州刺史、夷陵壮侯